# Reprezentacja Estonii na Mistrzostwach Świata w Narciarstwie Klasycznym 2007
Reprezentacja Estonii na Mistrzostwach Świata w Narciarstwie Klasycznym 2007 liczyła 13 sportowców. Najlepszym wynikiem było 6. miejsce Kristiny Šmigun w biegu kobiet na 30 km.

## Wyniki

### Biegi narciarskie mężczyzn
Sprint
- Timo Simonlatser – 24. miejsce
- Priit Narusk – 29. miejsce
- Peeter Kümmel – zdyskwalifikowany

Sprint drużynowy
- Peeter Kümmel, Priit Narusk – 10. miejsce

Bieg na 15 km
- Kaspar Kokk – 28. miejsce
- Jaak Mae – 68. miejsce
- Peeter Kümmel – 79. miejsce
- Priit Narusk – 80. miejsce

Bieg na 30 km
- Kaspar Kokk – 29. miejsce
- Aivar Rehemaa – 42. miejsce

Bieg na 50 km
- Jaak Mae – 8. miejsce
- Kaspar Kokk – 11. miejsce
- Priit Narusk – 28. miejsce
- Aivar Rehemaa – 32. miejsce

Sztafeta 4 × 10 km
- Peeter Kümmel, Jaak Mae, Kaspar Kokk, Aivar Rehemaa – 13. miejsce

### Biegi narciarskie kobiet
Sprint
- Piret Pormeister – 31. miejsce
- Kaili Sirge – 41. miejsce
- Tatiana Mannima – 43. miejsce

Sprint drużynowy
- Piret Pormeister, Kaili Sirge – 18. miejsce

Bieg na 10 km
- Kristina Šmigun – 9. miejsce
- Tatiana Mannima – 56. miejsce
- Kaili Sirge – 58. miejsce

Bieg na 15 km
- Kristina Šmigun – 10. miejsce

Bieg na 30 km
- Kristina Šmigun – 6. miejsce

Sztafeta 4 × 5 km
- Piret Pormeister, Tatiana Mannima, Kaili Sirge, Kristina Šmigun – 15. miejsce

### Skoki narciarskie
Duża skocznia indywidualnie HS 134
- Jens Salumäe – 48. miejsce